# Oliver Möller (Schauspieler)
Oliver Möller (* 1976 in Groß-Gerau) ist ein deutscher Schauspieler.

## Leben
Oliver Möller studierte am Salzburger Mozarteum und an der Folkwang Universität der Künste in Essen. 2001 wurde er von Dieter Dorn an das Bayerische Staatsschauspiel engagiert. 2005 ging er ans Schauspielhaus Bochum, ehe er 2011 nach München zurückkehrte und dort bis 2016 auf der Bühne des Volkstheaters stand. Seitdem ist Möller freischaffend tätig und gastierte unter anderem bei den Luisenburg-Festspielen in Wunsiedel, den Nibelungenfestspielen Worms, am Münchner Residenztheater, am Schauspielhaus Bochum, am Westfälischen Landestheater, am Düsseldorfer Schauspielhaus oder am Stadttheater Klagenfurt.
Möller arbeitet überwiegend als Theaterschauspieler, seine Ausflüge vor die Kamera sind eher sporadisch.

## Theaterrollen (Auswahl)
| Jahr | Autor                                  | Titel                              | Rolle                         | Regisseur                 | Theater                                    |
| ---- | -------------------------------------- | ---------------------------------- | ----------------------------- | ------------------------- | ------------------------------------------ |
| 2001 | Roland Schimmelpfennig                 | Vor langer Zeit im Mai             | Der Mann auf dem Fahrrad      | Elmar Goerden             | Bayerisches Staatsschauspiel               |
| 2002 | Pierre Corneille                       | Rodogune                           | Seleucus                      | Elmar Goerden             | Bayerisches Staatsschauspiel               |
| 2003 | Fausto Paravidino                      | Peanuts                            | Minus                         | Tina Lanik                | Bayerisches Staatsschauspiel               |
| 2004 | Bertolt Brecht                         | Mutter Courage                     | Schweizerkas                  | Thomas Langhoff           | Bayerisches Staatsschauspiel               |
| 2004 | William Shakespeare                    | Maß für Maß                        | Claudio                       | Dieter Dorn               | Bayerisches Staatsschauspiel               |
| 2004 | Sarah Kane                             | Phaidras Liebe                     | Hyppolytos                    | Florian Boesch            | Bayerisches Staatsschauspiel               |
| 2005 | Sophokles                              | Antigone                           | Haimon                        | Tina Lanik                | Schauspielhaus Bochum                      |
| 2005 | Johann Wolfgang von Goethe             | Iphigenie auf Tauris               | Orest                         | Elmar Goerden             | Schauspielhaus Bochum                      |
| 2006 | Eugène Ionesco                         | Die kahle Sängerin                 | Der Feuerwehrhauptmann        | Jan Bosse                 | Schauspielhaus Bochum                      |
| 2007 | Henrik Ibsen                           | Gespenster                         | Oswald Alving                 | Lisa Nielebock            | Schauspielhaus Bochum                      |
| 2008 | Friedrich Schiller                     | Maria Stuart                       | Baron Burghley                | Elmar Goerden             | Schauspielhaus Bochum                      |
| 2009 | Vicki Baum                             | Menschen im Hotel                  | Dr. Otternschlag              | Anna Bergmann             | Schauspielhaus Bochum                      |
| 2009 | Bernard-Marie Koltès                   | Roberto Zucco                      | Roberto Zucco                 | Lisa Nielebock            | Schauspielhaus Bochum                      |
| 2010 | Robert Musil                           | Die Schwärmer                      | Anselm                        | Gustav Rueb               | Schauspielhaus Bochum                      |
| 2010 | Arthur Schnitzler                      | Der einsame Weg                    | Felix Wegrath                 | Jens-Daniel Herzog        | Bayerisches Staatsschauspiel               |
| 2011 | Federico García Lorca                  | Bluthochzeit                       | Leonardo                      | Miloš Lolić               | Münchner Volkstheater                      |
| 2012 | Rolf Hochhuth                          | Der Stellvertreter                 | Papst Pius XII.               | Christian Stückl          | Münchner Volkstheater                      |
| 2012 | Anton Tschechow                        | Drei Schwestern                    | Andrej Sergejewitsch Prosorow | Thomas Dannemann          | Münchner Volkstheater                      |
| 2014 | Ödön von Horváth                       | Kasimir und Karoline               | Schürzinger                   | Hakan Savaş Mican         | Münchner Volkstheater                      |
| 2014 | Friedrich Schiller                     | Die Räuber                         | Franz Moor                    | Sebastian Kreyer          | Münchner Volkstheater                      |
| 2016 | Euripides                              | Medea                              | Kreon                         | Abdullah Kenan Karaca     | Münchner Volkstheater                      |
| 2017 | Albert Ostermaier                      | Glut. Siegfried von Arabien        | Alberich u. a.                | Nuran David Calis         | Nibelungenfestspiele Worms                 |
| 2018 | Johann Wolfgang von Goethe             | Die Wahlverwandtschaften           | Eduard                        | Holk Freytag              | Schloss Kochberg (Klassik Stiftung Weimar) |
| 2019 | Yasmina Reza                           | Bella Figura                       | Eric Blum                     | Robert Gerloff            | Stadttheater Klagenfurt                    |
| 2020 | Yasmina Reza                           | Drei Mal Leben                     | Hubert Finidori               | Martina Eitner-Acheampong | Schauspielhaus Bochum                      |
| 2021 | Sineb El Masrar                        | Dunkle Mächte                      | Leif                          | Christian Scholze         | Westfälisches Landestheater                |
| 2022 | Herman Melville                        | Moby Dick                          | Starbuck                      | Hans Dreher               | Prinzregenttheater                         |
| 2022 | Carlo Goldoni                          | Diener zweier Herren               | Florindo Aretusi              | Robert Gerloff            | Schauspielhaus Düsseldorf                  |
| 2022 | Conan Doyle                            | Sherlock Holmes jagt Doktor Watson | Sherlock Holmes               | Robert Gerloff            | Schauspielhaus Bochum                      |
| 2023 | Adrian Prechtel Modern String Quartett | WARHOL. Ein Anti-Musical           | Andy Warhol                   | Andreas Wiedermann        | Münchner Gasteig HP8                       |
| 2023 | Fjodor Michailowitsch Dostojewski      | Die Brüder Karamasow               | Smerdjakow                    | Johan Simons              | Schauspielhaus Bochum                      |
| 2024 | Guy Clemens et al.                     | Club 27 – Songs für die Ewigkeit   | Kurt Cobain                   | Guy Clemens               | Schauspielhaus Bochum                      |

## Filmografie (Auswahl)
- 2004: Daniel, der Zauberer
- 2012: Heiter bis tödlich: Fuchs und Gans – Schatzilein
- 2016: Polizeiruf 110 – Sumpfgebiete
- 2019: Some Smoke and a Red Locker
- 2019: Der Fichtelgebirgskrimi – Siebenstern
- 2020: Wahltag (Kurzfilm)
- 2022: Ze Network – Leichen im Keller
- 2023: SOKO Köln – Lieber Gott, lass Abend werden
- 2023: Geranien
- 2024: Raub ihren Atem
- 2025: The World Will Tremble

## Auszeichnungen
- 2003: Kurt-Meisel-Förderpreis
- 2004: tz-Rose der Woche für die Darstellung des Hyppolytes in Phaidras Liebe
- 2008: Nominierung Bester Schauspieler in NRW für die Darstellung des Oswald Alving in Gespenster
- 2010: Nominierung für den Bochumer Theaterpreis
- 2010: Nominierung Bester Schauspieler in NRW für die Darstellung der Titelrolle in Roberto Zucco